# فرودگاه بین‌المللی کوچین
فرودگاه بین‌المللی کوچین (به انگلیسی: Cochin International Airport) یک فرودگاه همگانی مسافربری با کد یاتا COK است که یک باند فرود آسفالت دارد و طول باند آن ۳۴۰۰ متر است. این فرودگاه در کشور هند قرار دارد و در ارتفاع ۹ متری از سطح دریا واقع شده‌است.

## شرکت‌های هواپیمایی و مقصدهای پروازی

### مسافری
| شرکت‌های هواپیمایی  | مقصدهای پروازی |
| ------------------ | --- |
| ایر عربیا          | شارجه |
| ایر ایندیا         | چنای، ایندیرا گاندی، دوبی، ملک عبدالعزیز، چاتراپاتی شیواجی، ملک خالد، تریواندروم                                                            |
| ایر ایندیا اکسپرس  | ابوظبی، بحرین، دوبی، کالیکوت، مسقط، صلاله، شارجه، تریواندروم                                                                                |
| ایرآسیا            | کوالالامپور |
| ایراژیا هند        | بنگالورو، راجیو گاندی، ویساکاپاتنام |
| ایر ایندیا رجیونال | اگاتی، بنگالورو |
| هواپیمایی امارات   | دوبی |
| هواپیمایی اتحاد    | ابوظبی |
| فلای‌دبی            | دوبی |
| GoAir              | سردار ولابهبهی پتل، ایندیرا گاندی، جایپور، چاتراپاتی شیواجی                                                                                 |
| گلف ایر            | بحرین |
| ایندی‌گو            | سردار ولابهبهی پتل، بنگالورو، چنای، ایندیرا گاندی، دوبی، راجیو گاندی، نتاجی سبهاش چندر بوس، چاتراپاتی شیواجی، مسقط، پون، راجپور، تریواندروم |
| کویت ایرویز        | کویت |
| مالیندو ایر        | کوالالامپور |
| عمان ایر           | مسقط |
| هواپیمایی قطر      | حمد |
| هواپیمایی سعودی    | ملک عبدالعزیز، ملک خالد |
| Scoot              | چانگی سنگاپور |
| سیلک‌ایر            | چانگی سنگاپور |
| اسپایس‌جت           | سردار ولابهبهی پتل، بنگالورو، چنای، ایندیرا گاندی، دوبی، راجیو گاندی، ابراهیم نصیر، چاتراپاتی شیواجی، پون، ویر سوارکار                      |
| سریلانکان ایرلاینز | باندرانیکی |
| تای ایرآسیا        | دن موئنگ |
| ویستارا            | ایندیرا گاندی |

### باری
| شرکت‌های هواپیمایی  | مقصدهای پروازی                                                                              |
| ------------------ | ------------------------------------------------------------------------------------------- |
| بلو دارت اوییشن    | سردار ولابهبهی پتل، بنگالورو، چنای، کویمباتور، ایندیرا گاندی، راجیو گاندی، چاتراپاتی شیواجی |
| هواپیمایی قطر      | باندرانیکی، حمد                                                                             |
| سریلانکان ایرلاینز | باندرانیکی                                                                                  |
| هواپیمایی سعودی    | ملک فهد، هنگ کنگ                                                                            |
| هواپیمایی اتحاد    | ابوظبی                                                                                      |